# Lindemann-Mechanismus

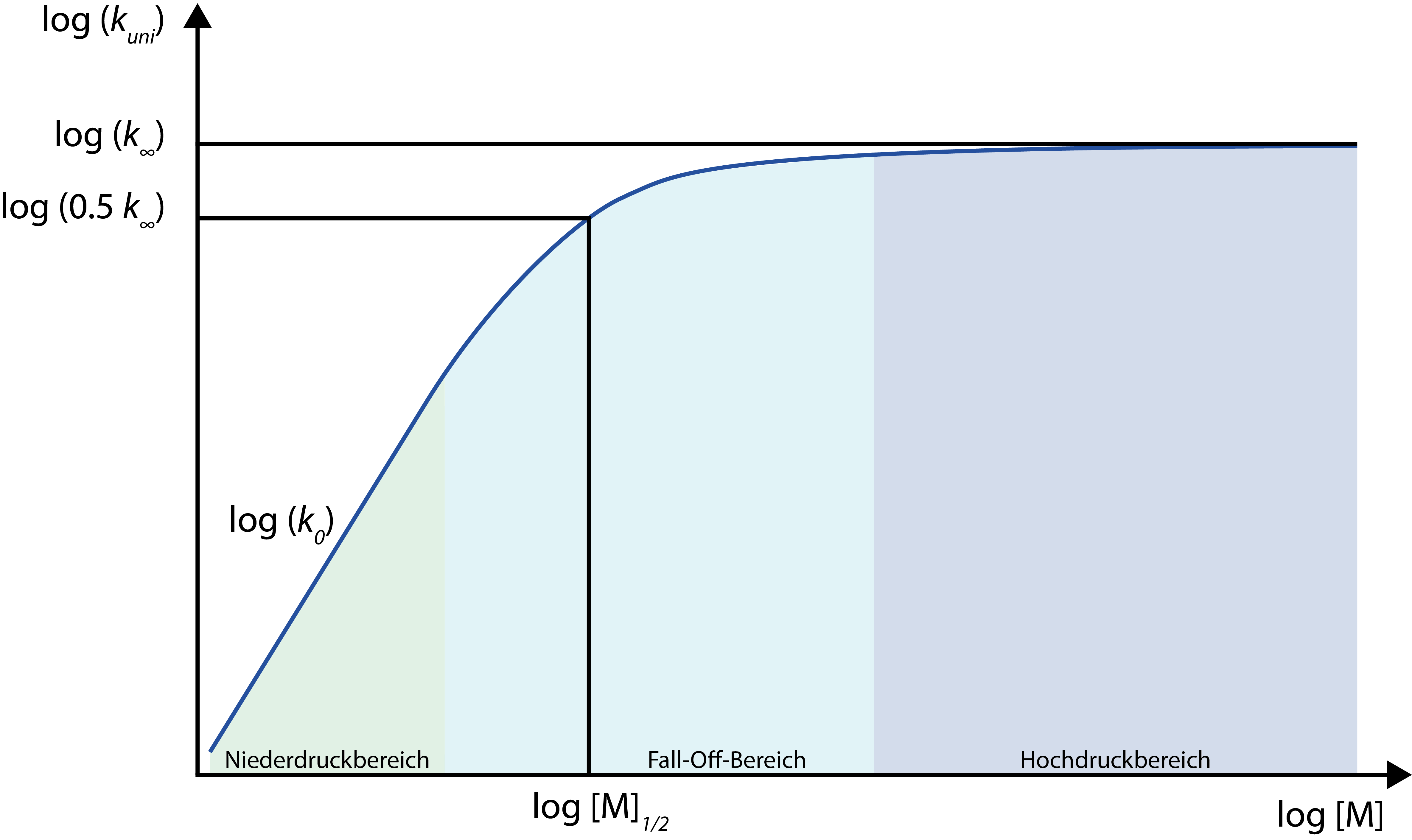
Die Fall-off-Kurve im Lindemann-Mechanismus. Die markierten Bereiche dienen nur der Veranschaulichung, es handelt sich um keine real existierenden Grenzen.

 In der Kinetik ist der Lindemann-Mechanismus, der manchmal auch als Lindemann-Hinshelwood-Mechanismus bezeichnet wird, ein schematischer Reaktionsmechanismus für Reaktionen in der Gasphase. Das Konzept wurde 1921 von Frederick Lindemann vorgeschlagen und von Cyril Norman Hinshelwood entwickelt. Eine scheinbar unimolekulare Reaktion wird dabei in zwei elementare Schritte zerlegt. Der Lindemann-Mechanismus wird verwendet, um Gasphasenzersetzungs- oder -isomerisierungsreaktionen darzustellen. Die Reaktionsgleichungen von Zersetzungs- oder Isomerisierungsreaktionen lassen häufig vermuten, dass eine unimolekulare Reaktion vorliegen könnte:
{\displaystyle {\ce {A -> P}}}
Doch der Lindemann-Mechanismus zeigt, dass dem unimolekularen Reaktionsschritt ein bimolekularer Aktivierungsschritt vorausgeht. Für bestimmte Fälle ergibt sich daher eine Reaktion zweiter und nicht, wie zu erwarten wäre, erster Ordnung: Wechselwirken zwei Moleküle {\displaystyle {\ce {A}}} und {\displaystyle {\ce {A}}} miteinander, so kann es zur Bildung eines angeregten Moleküls {\displaystyle {\ce {A}}^{*}} kommen. Das angeregte Molekül kann nun entweder wieder desaktiviert werden, indem es mit anderen Molekülen {\displaystyle {\ce {A}}} wechselwirkt (dies stellt die Rückreaktion dar), oder unimolekular und irreversibel zu Produkt {\displaystyle {\ce {P}}} reagieren. Die Geschwindigkeitskonstanten werden hier mit {\displaystyle k_{1}}, {\displaystyle k_{-1}} und {\displaystyle k_{2}} bezeichnet:
{\displaystyle {\rm {A+A\ {\overset {k_{1}}{\underset {k_{-1}}{\rightleftarrows }}}\ A^{*}+A}}}
{\displaystyle {\rm {A^{*}\ {\overset {k_{2}}{\rightarrow }}\ P}}}
Findet der unimolekulare Schritt so langsam statt, dass er geschwindigkeitsbestimmend ist, beobachtet man eine Reaktion erster Ordnung.

## Geschwindigkeitsgesetz

Schema des Lindemann-Hinshelwood-Mechanismus: Zwei Moleküle A können wechselwirken und ein angeregtes Molekül bilden. Dieses kann entweder durch eine Rückreaktion desaktiviert werden, oder unimolekular und irreversibel zu Produkt P reagieren.

Die Geschwindigkeit, mit der das Produkt {\displaystyle {\ce {P}}} gebildet wird ergibt sich aus dem Bodenstein’schen Quasistationaritätsprinzip. Wir nehmen hierbei an, dass die Konzentration des aktivierten Eduktes (das Intermediat {\displaystyle {\ce {A}}^{*}}) in gleicher Geschwindigkeit gebildet wie verbraucht wird. Diese Annahme vereinfacht die Berechnung der Ratengleichung. Die Geschwindigkeitskonstante der Hinreaktion des ersten Schritts bezeichnen wir mit {\displaystyle k_{1}}, die Rückreaktion mit {\displaystyle k_{-1}}. Die Geschwindigkeitskonstante der Hinreaktion des zweiten Schritts bezeichnen wir mit {\displaystyle k_{2}}.
Die Geschwindigkeit, mit der {\displaystyle {\ce {A}}^{*}} gebildet wird, ergibt sich somit durch folgendes differentielles Geschwindigkeitsgesetz:
{\displaystyle {\frac {\mathrm {d} [{\ce {A}}^{*}]}{\mathrm {d} t}}=k_{1}[{\ce {A}}]^{2}} (Hinreaktion im ersten Schritt)
{\displaystyle {\ce {A}}^{*}} wird sowohl bei der Rückreaktion als auch bei der Produktbildung im zweiten Schritt verbraucht. Es ergeben sich folgende differentielle Geschwindigkeitsgesetze:
{\displaystyle {\frac {-\mathrm {d} [{\ce {A}}^{*}]}{\mathrm {d} t}}=k_{-1}[{\ce {A}}^{*}][{\ce {A}}]} (Rückreaktion im ersten Schritt)

{\displaystyle {\frac {-\mathrm {d} [{\ce {A}}^{*}]}{\mathrm {d} t}}=k_{2}[{\ce {A}}^{*}]} (Hinreaktion im zweiten Schritt)
Insgesamt betrachtet ergibt sich:
{\displaystyle {\frac {\mathrm {d} [{\ce {A}}^{*}]}{\mathrm {d} t}}=k_{1}[{\ce {A}}]^{2}-k_{-1}[{\ce {A}}][{\ce {A}}^{*}]-k_{2}[{\ce {A}}^{*}]}
Nach dem Quasistationaritätsprinzip ist die Bildung von {\displaystyle {\ce {A}}^{*}} gleich dem Verbrauch von {\displaystyle {\ce {A}}^{*}}:
{\displaystyle {\frac {\mathrm {d} [{\ce {A}}^{*}]}{\mathrm {d} t}}=k_{1}[{\ce {A}}]^{2}-k_{-1}[{\ce {A}}][{\ce {A}}^{*}]-k_{2}[{\ce {A}}^{*}]\approx 0}
Daher ergibt sich:
{\displaystyle k_{1}[{\ce {A}}]^{2}=k_{-1}[{\ce {A}}^{*}][{\ce {A}}]+k_{2}[{\ce {A}}^{*}]}
Aufgelöst nach {\displaystyle [{\ce {A}}^{*}]}:
{\displaystyle [{\ce {A}}^{*}]={\frac {k_{1}[{\ce {A}}]^{2}}{k_{-1}[{\ce {A}}]+k_{2}}}}
Das differentielle Geschwindigkeitsgesetz ergibt so für die Gesamtreaktion:
{\displaystyle {\frac {\mathrm {d} [{\ce {P}}]}{\mathrm {d} t}}=k_{2}[{\ce {A}}^{*}]={\frac {k_{1}k_{2}[{\ce {A}}]^{2}}{k_{-1}[{\ce {A}}]+k_{2}}}}
Dieses Geschwindigkeitsgesetz ist (noch) keine Reaktion erster Ordnung bezüglich {\displaystyle {\ce {A}}}. Wenn jedoch die Desaktivierung angeregter {\displaystyle {\ce {A}}^{*}}-Moleküle durch die Rückreaktion schneller erfolgt als die unimolekulare Reaktion zum Produkt {\displaystyle {\ce {P}}},
{\displaystyle k_{-1}{\rm {[A][A^{*}]}}\gg k_{2}{\rm {[A^{*}]}}}
so kann man {\displaystyle k_{2}} im Nenner vernachlässigen. Fasst man die Konstanten {\displaystyle k_{1}}, {\displaystyle k_{-1}} und {\displaystyle k_{2}} zu einer Konstante {\displaystyle k_{{\ce {R}}}} zusammen, gilt näherungsweise:
{\displaystyle {\frac {\mathrm {d} [{\ce {P}}]}{\mathrm {d} t}}\approx {\frac {k_{1}k_{2}[{\ce {A}}]^{2}}{k_{-1}[{\ce {A}}]}}={\frac {k_{1}k_{2}[{\ce {A}}]}{k_{-1}}}=k_{{\ce {R}}}[{\ce {A}}]}
Dies ist ein Geschwindigkeitsgesetz erster Ordnung.

## Reaktionsordnung
Die Reaktionsordnung einer Reaktion, die annähernd dem Lindemann-Mechanismus folgt, ist druckabhängig. Bei hohem Druck (Hochdruckgrenzwert {\displaystyle k_{\infty }}für {\displaystyle [{\ce {A}}]\rightarrow \infty }) handelt es sich um eine Reaktion erster und bei niedrigem Druck (Niederdruckgrenzwert {\displaystyle k_{0}}für {\displaystyle [{\ce {A}}]\rightarrow 0}) um eine Reaktion zweiter Ordnung.